# ФК Расинг Брюксел
Ройал Расинг Клуб де Брюксел (Royal Racing Club de Bruxelles), кратка форма Расинг е белгийски футболен клуб от Брюксел.

## Успехи
- Белгийска Про Лига
  - Шампион (6): 1896/97, 1899/1900, 1900/01, 1901/02, 1902/03, 1907/08
- Купа на Белгия
  - Носител (1): 1911/12
- Белгийска втора лига
  - Шампион (2): 1925/26, 1941/42